# Popowice (gmina)
Popowice – dawna gmina wiejska istniejąca w latach 1934–1944 w woj. lwowskim (dzisiejsze woj. podkarpackie/obwód lwowski). Siedzibą władz gminy były Popowice (obecnie wieś na Ukrainie).
Gmina zbiorowa Popowice została utworzona 1 sierpnia 1934 roku w powiecie przemyskim w woj. lwowskim z dotychczasowych jednostkowych gmin wiejskich: Byków, Chodnowice, Chraplice, Cyków, Hureczko, Hurko, Jaksmanice, Krówniki, Nowosiółki, Pleszowice, Popowice, Przekopana, Rożubowice, Siedliska i Tyszkowice.
Jednostka funkcjonowała jeszcze pod okupacją hitlerowską 1941–44. Po wojnie ponad połowa obszaru gminy Popowice (wraz z jej siedzibą) znalazła się w ZSRR, przez co jednostka została zniesiona a przypadłe Polsce tereny weszły w skład utworzonej w 1942 roku gminy Przemyśl (i po 1948 gminy Medyka).